# Aeonium arboreum
Espèce
Classification phylogénétique
Aeonium arboreum, l'aéonium en arbre ou chou en arbre, est une espèce de plantes succulentes, du genre Aeonium, de la famille des Crassulaceae, originaire des îles Canaries et du Maroc.

## Variétés
Aeonium arboreum comporte deux variétés colorées, particulièrement décoratives :
- Aeonium arboreum var. atropurpureum, de couleur marron ou bordeaux, un peu plus fragile que la variété type.
- Aeonium arboreum var. albovariegatum, avec des panachures blanches.

## Description
Aeonium arboreum est un arbrisseau ramifié pouvant atteindre 1 à 2 m de haut. Les feuilles sont uniquement disposées en rosettes à l'extrémité de gros rameaux. Les feuilles basses de la rosette tombent au fur et à mesure de la croissance et laissent des cicatrices foliaires sur le rameau.
Les rosettes concaves (plus ou moins aplaties) sont formées de 50 à 75 feuilles serrées les unes contre les autres, formant une soucoupe de 10 à 20 cm de diamètre.
Les feuilles sont vert glauque (ou pourpres pour la variété Atropurpureum), de forme oblongue-oblancéolée, de 5-9 (-15) cm de long, fermes et charnues, ornées de cils à la marge.
L'inflorescence est une cyme dense, conique à ovoïde, pulvérulente, de 10 à 20 cm de haut.
Les fleurs d'un jaune brillant, font 2 cm de diamètre. Le calice est pulvérulent, la corolle est formée de 9 à 11 pétales oblongs, les étamines deux fois plus nombreuses, sont disposées en deux verticilles.
La floraison a lieu au printemps en France métropolitaine.

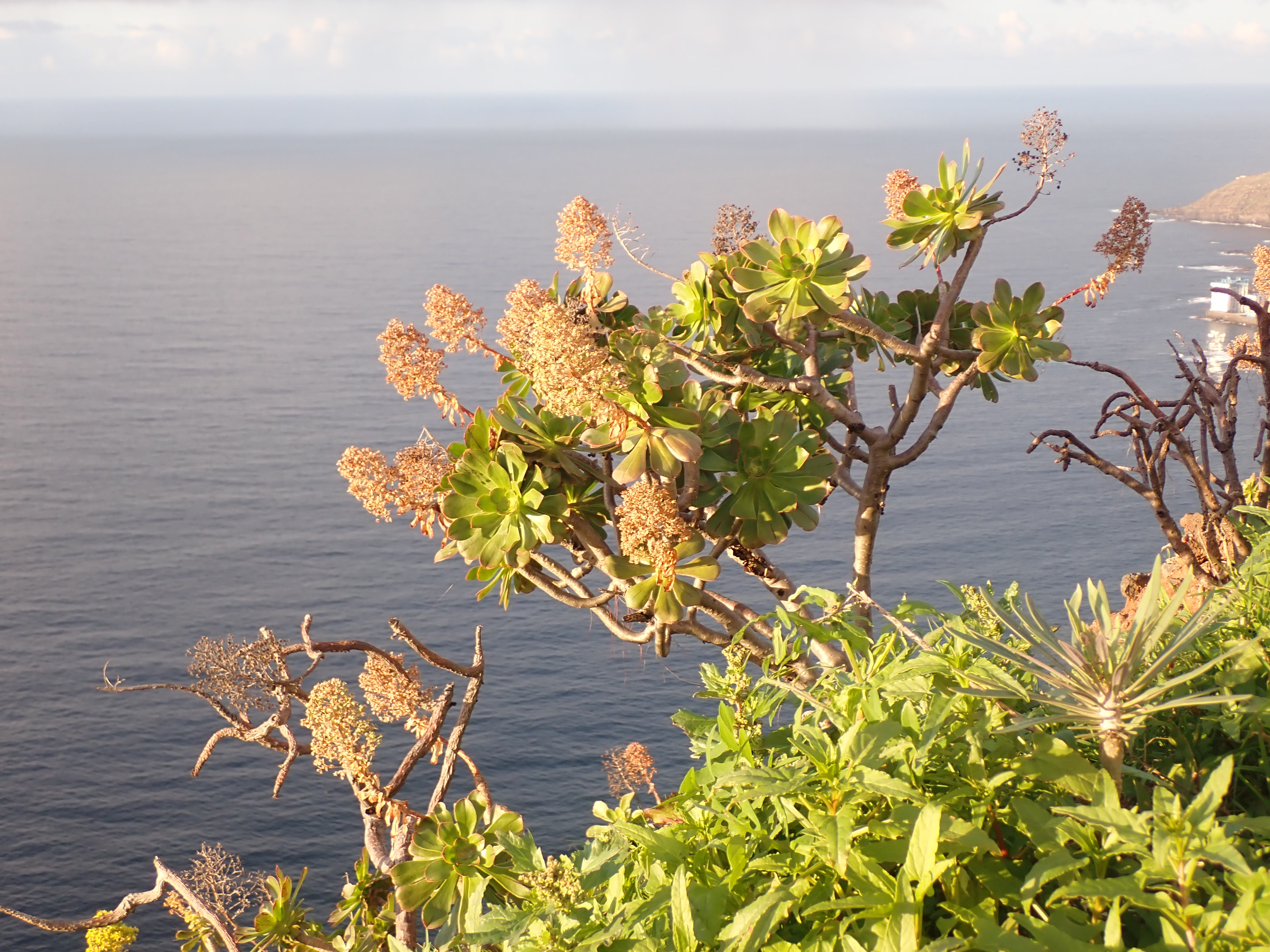
Arbuste en bourgeons en février à Tenerife.
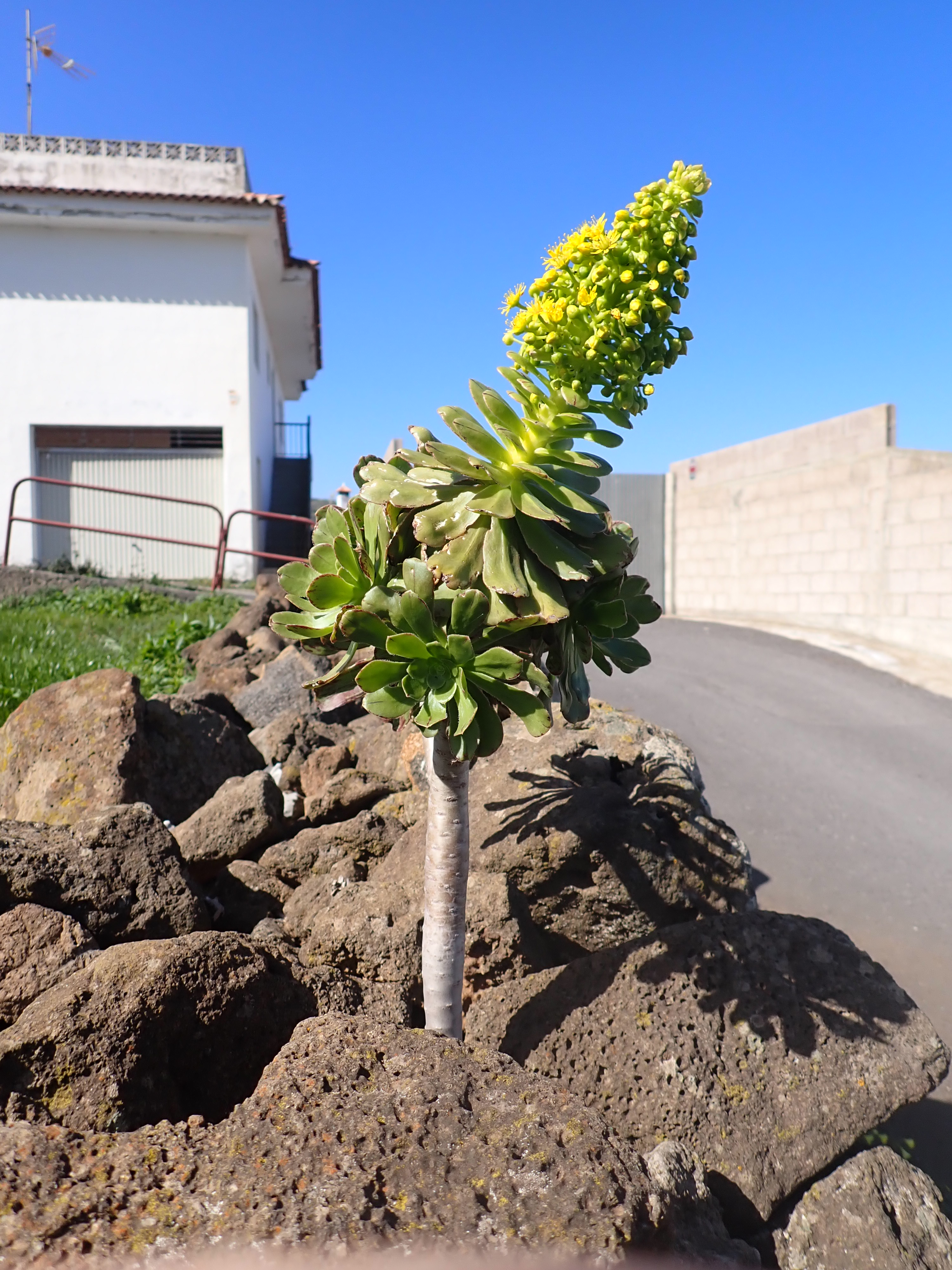
Cyme dense en février à Tenerife.
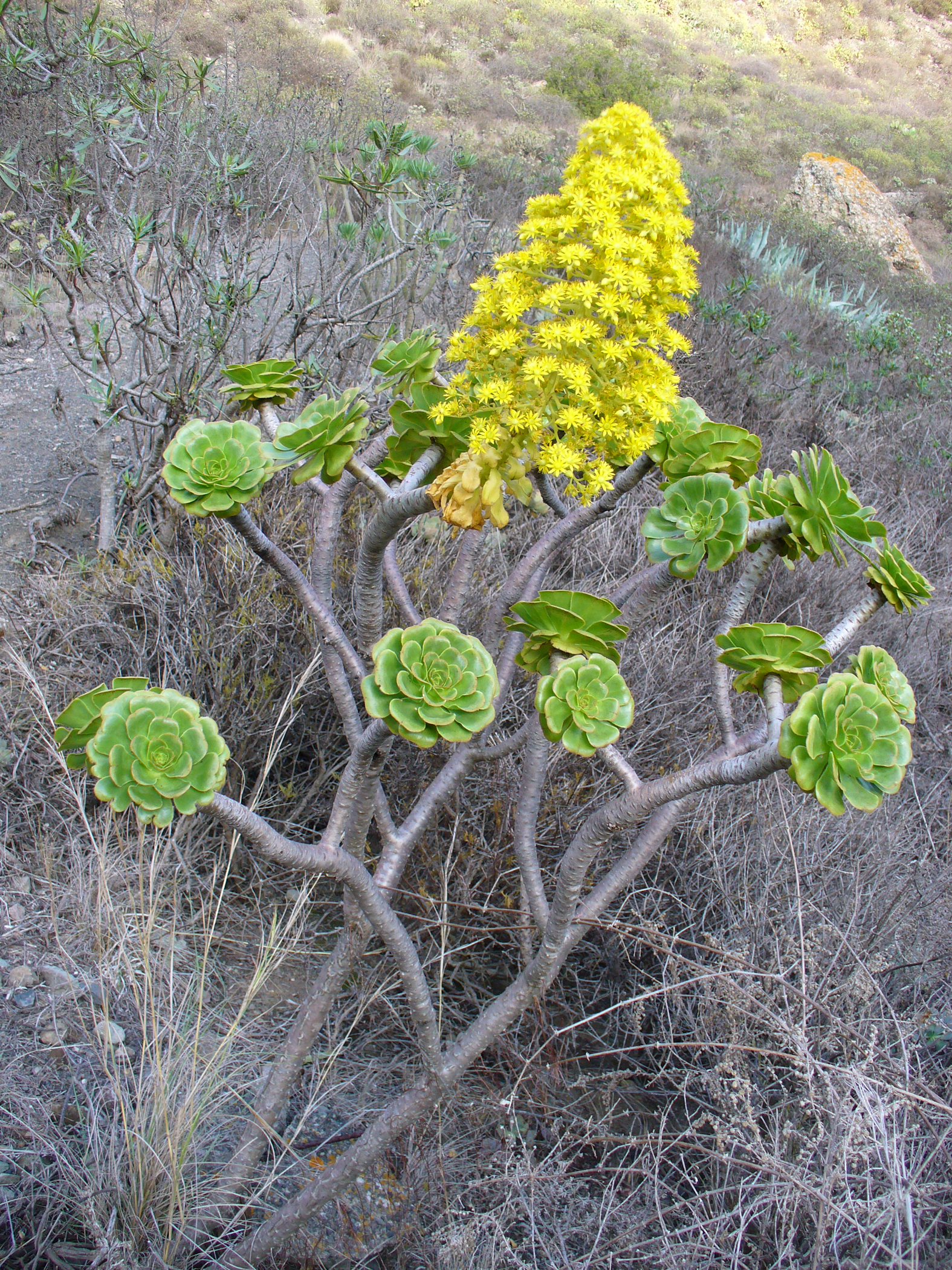
Port arborescent (Grande Canarie, Caldeira de Bandama, en novembre)
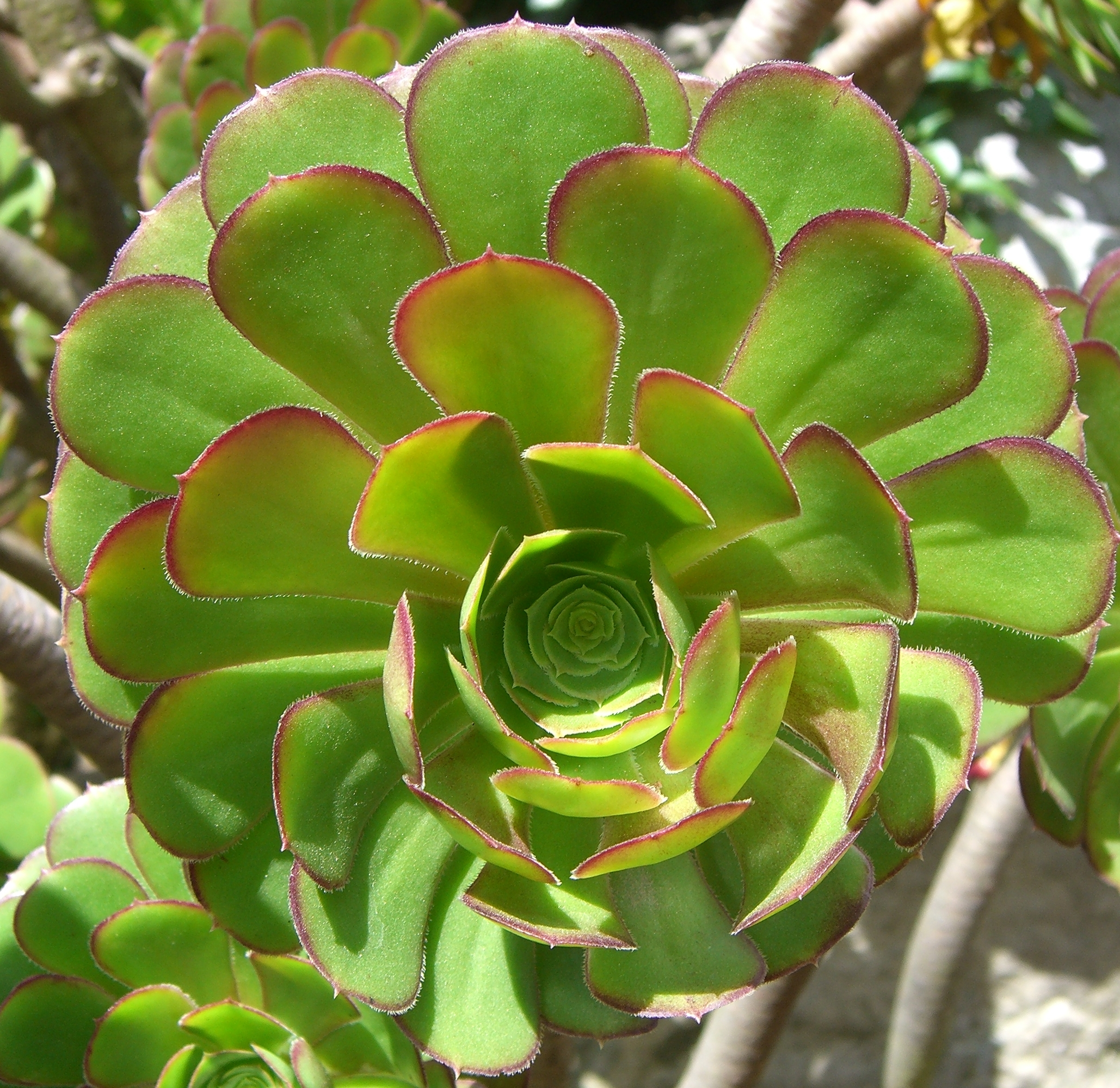
Rosette de feuilles
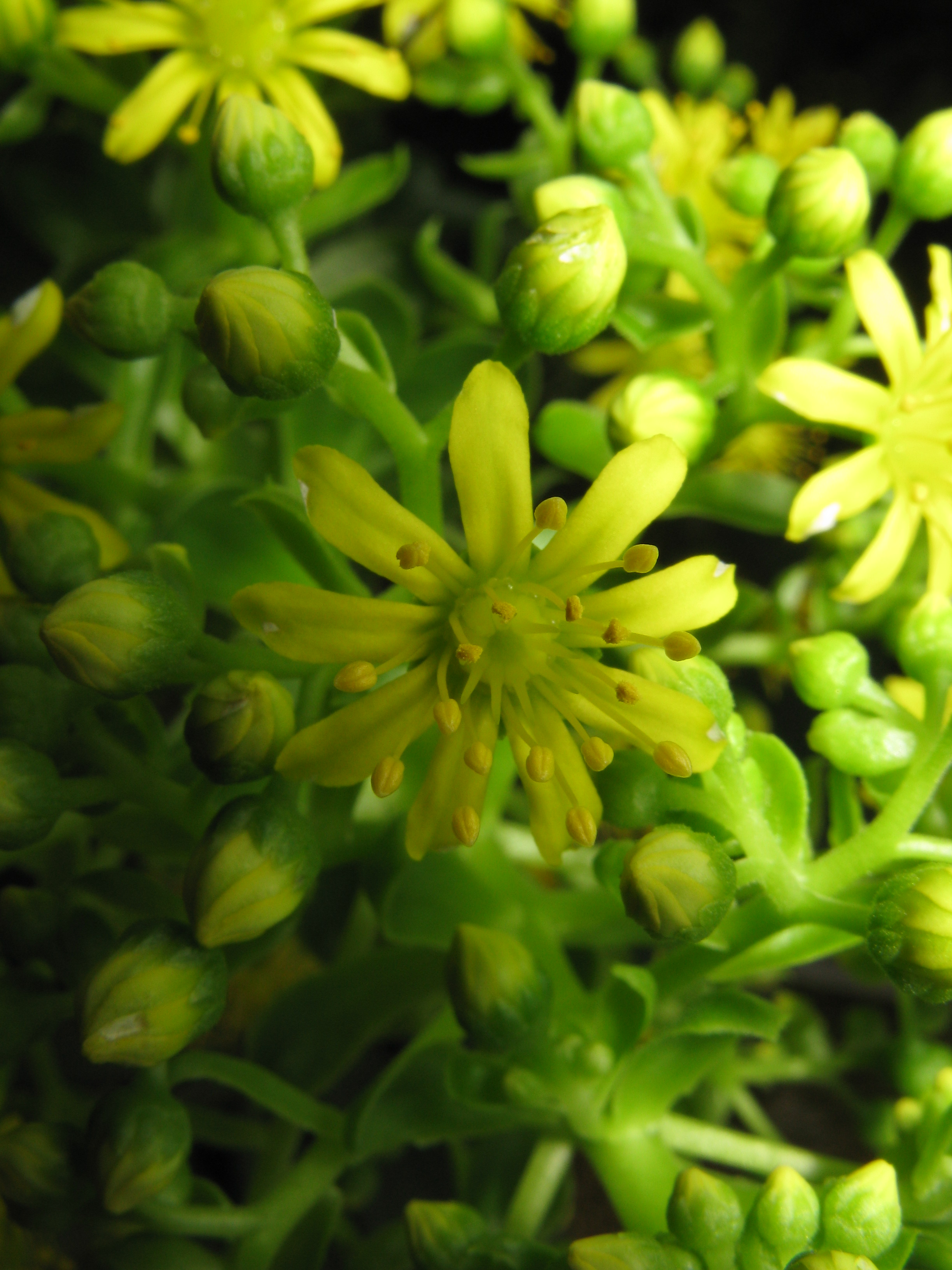
Fleur

## Distribution
Aeonium arboreum, l'aéonium en arbre, est originaire des îles Canaries et du Maroc.
C'est une espèce commune dans les zones basses et forestières (en dessous de 1 200 m d'altitude) de la Grande Canarie et de Tenerife où elle fleurit à la fin de l'automne.
Il a été introduit, cultivé et s'est naturalisé dans de nombreuses régions du monde : 

- Afrique : Madère, Algérie, Tunisie

- Australie, Nouvelle-Zélande 

- Europe : Royaume-Uni, Grèce, Italie, France, Portugal, Espagne 

- Amérique du Nord : États-Unis, Mexique

## Images

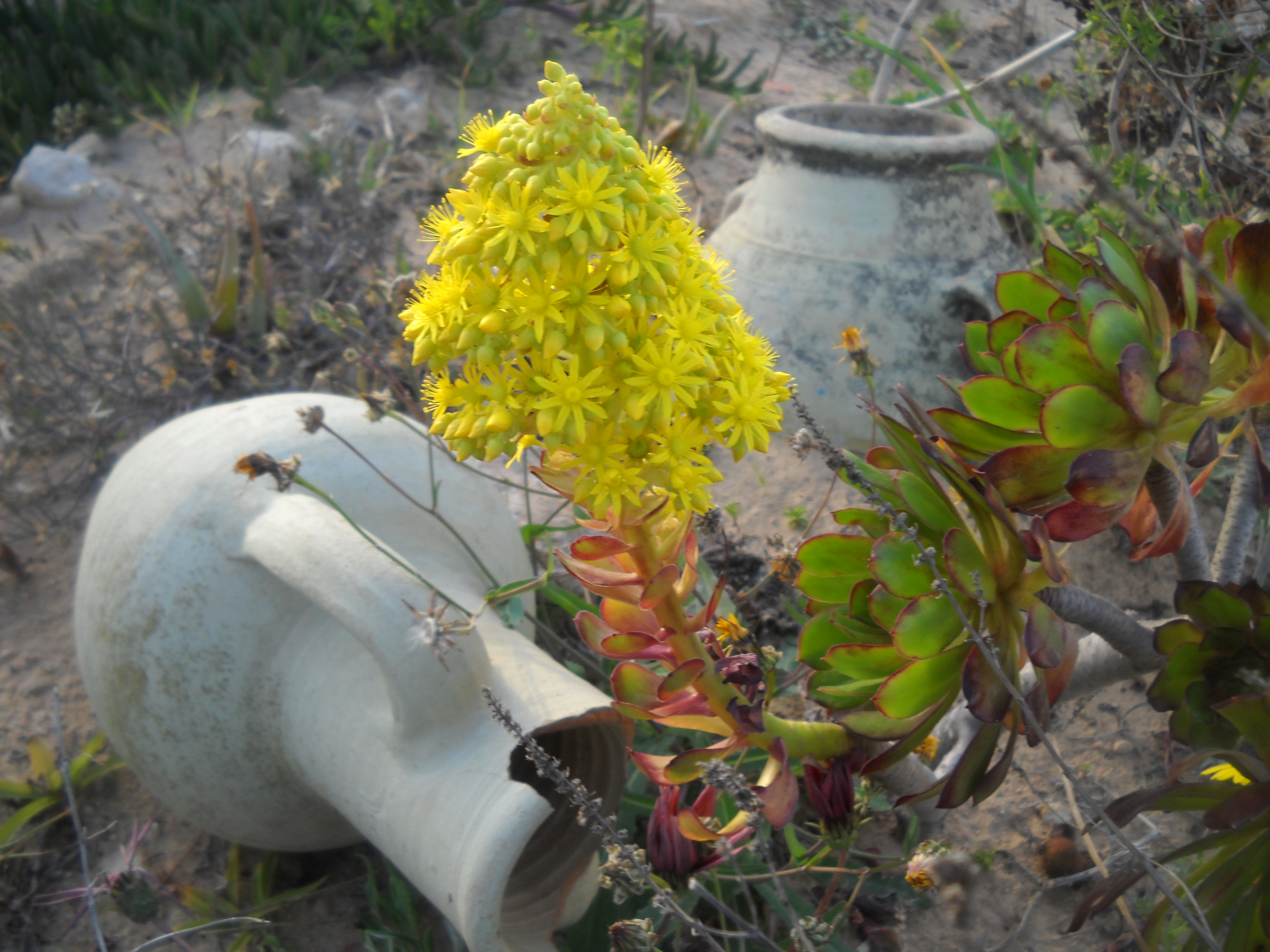
Inflorescence d'Aeonium arboreum
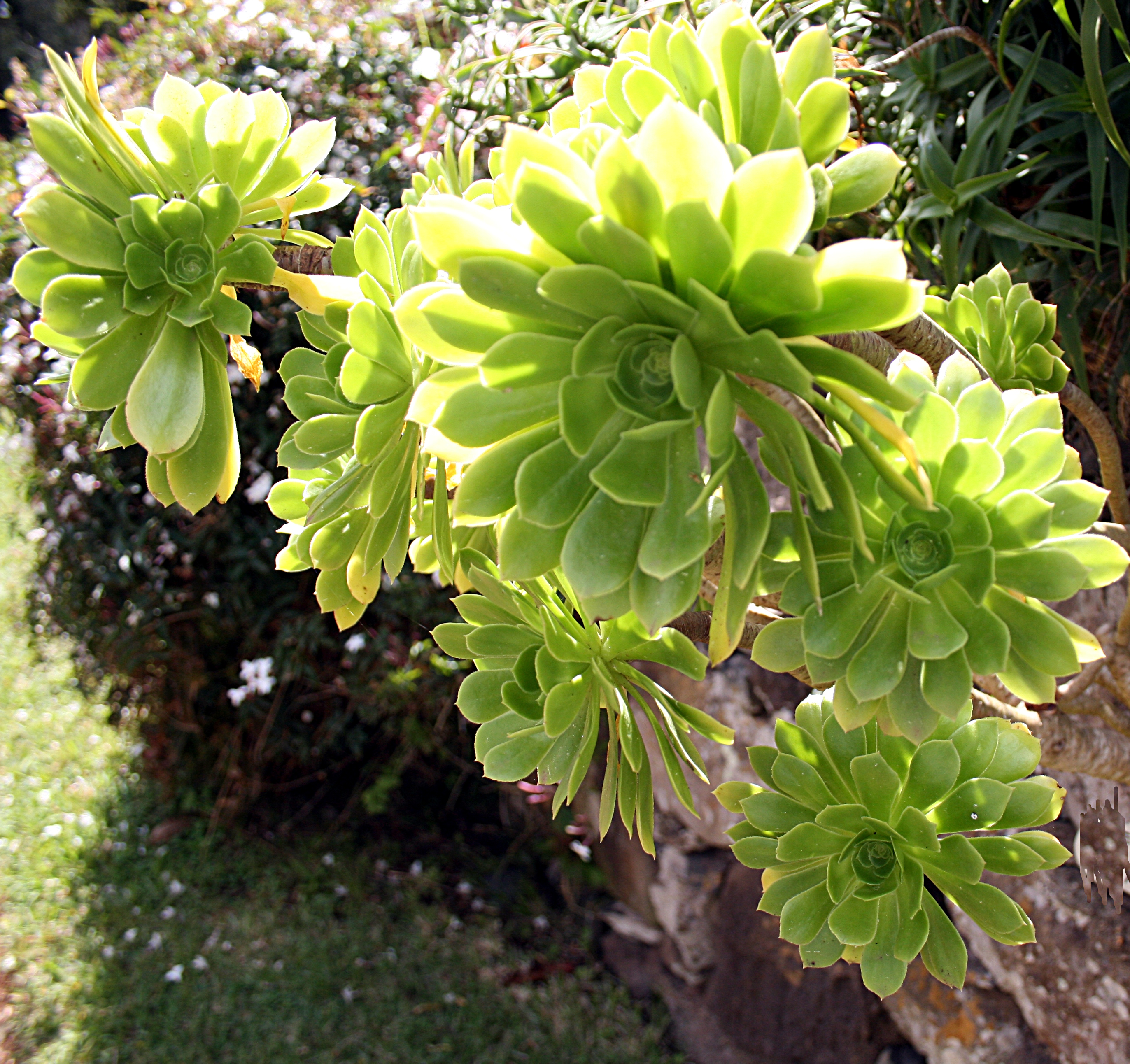
Rosette de feuilles
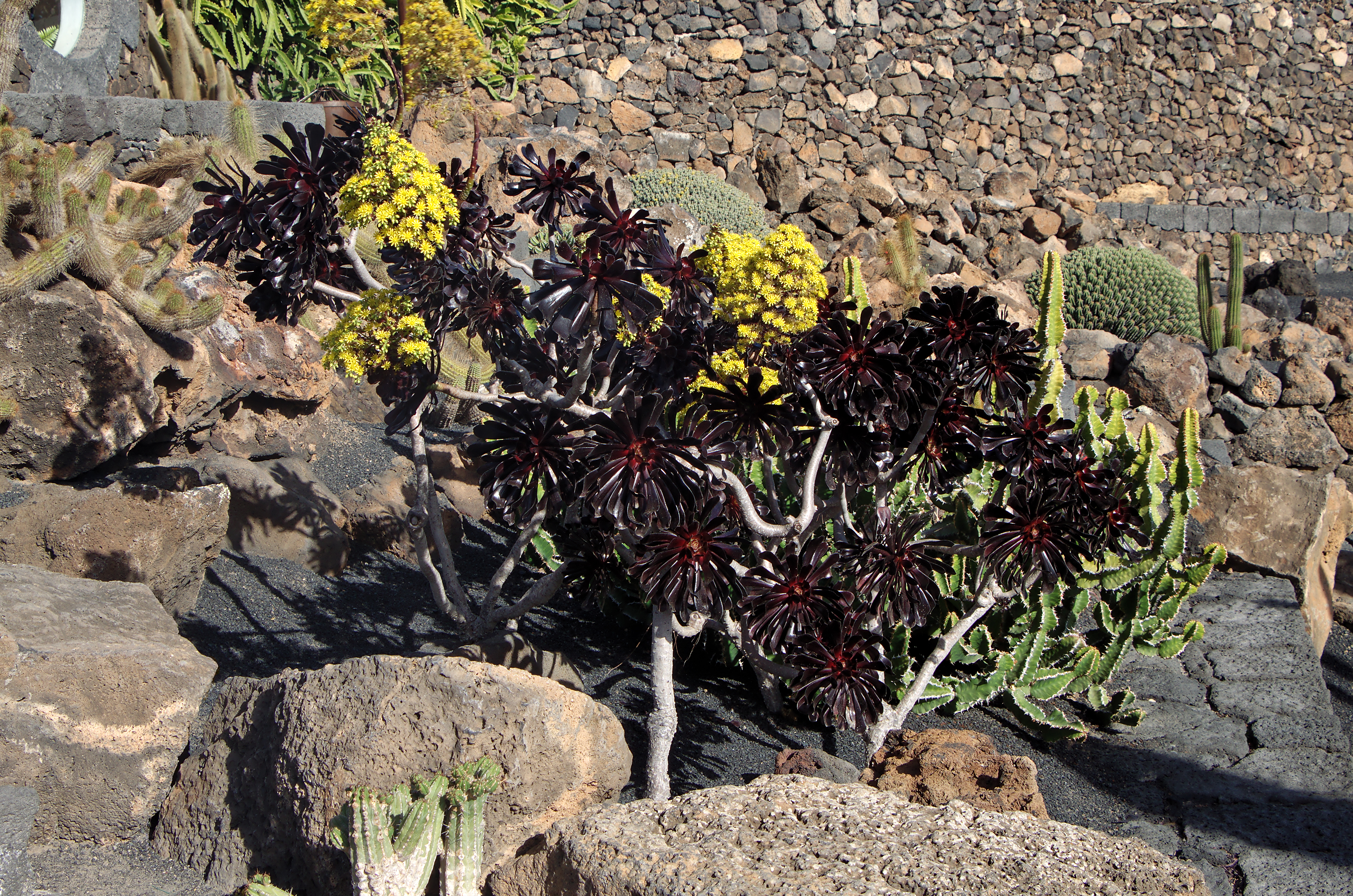
Aeonium arboreum var. atropurpureum
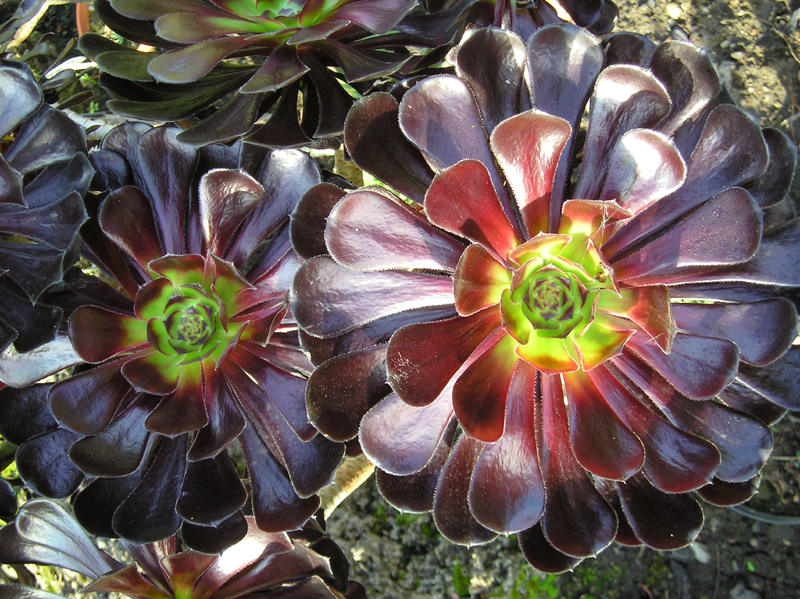
Aeonium arboreum var. atropurpureum
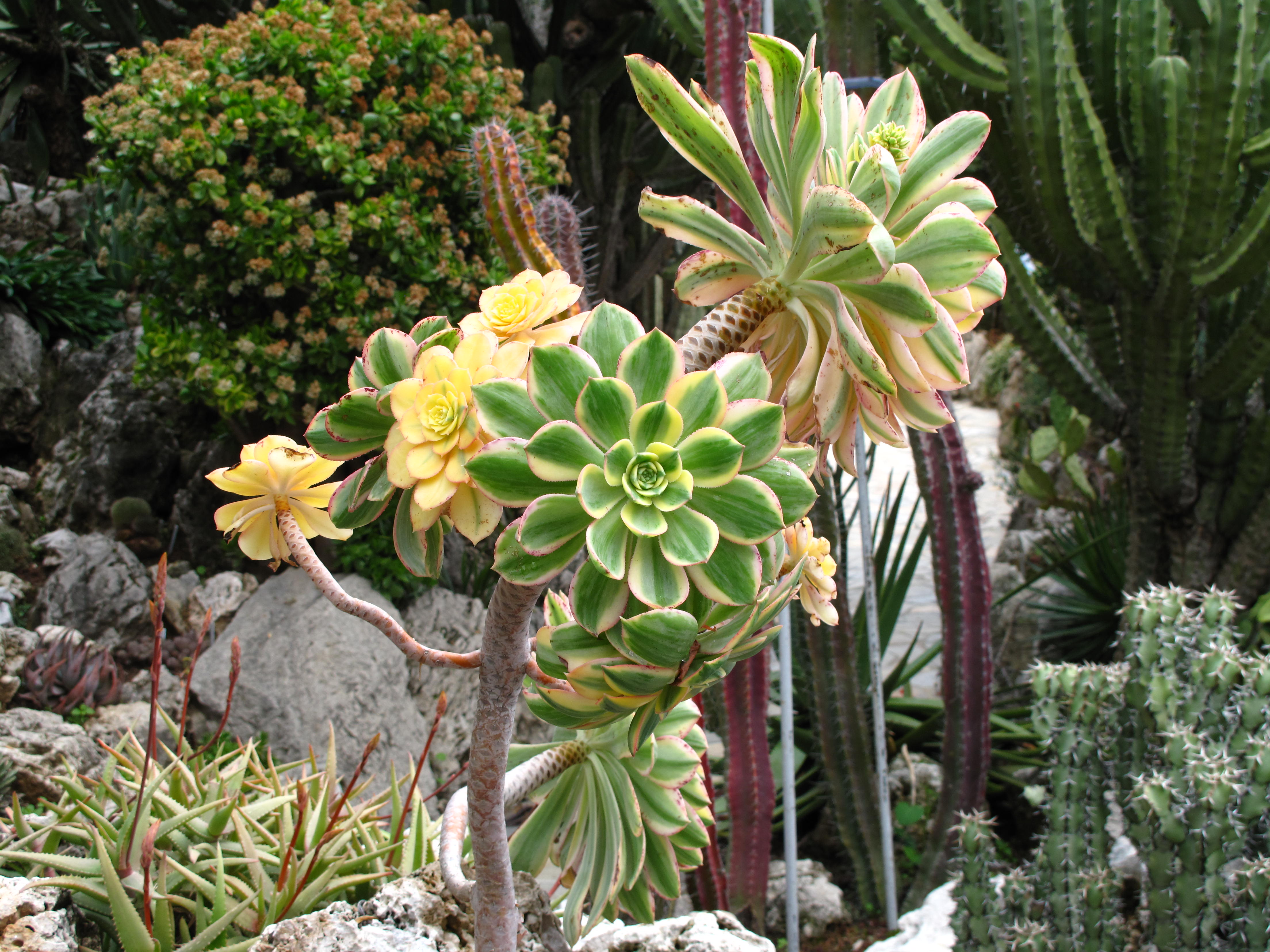
Aeonium arboreum var. albovariegatum

## Culture
L'Aeonium arboreum est cultivé en région méditerranéenne ou dans les climats doux sans fortes gelées, dans des jardins de rocailles.
Il supporte de courtes périodes de gel, au-dessus de −4 °C.
Il se cultive au soleil ou à mi-ombre, dans un mélange de sable et de terreau, additionné de pouzzolane ou de pierre ponce. Il peut être multiplié par semis ou bouturage au printemps.
Variété :
Aeonium arboreum 'Zwartkop', est un petit arbuste au feuillage persistant presque noir. Il se plaît en plein soleil et fleurit de mars à avril.

## Synonymes
Suivant The Plant List, les synonymes:
- Aeonium doremae Webb ex Christ
- Aeonium manriqueorum Bolle
- Sempervivum arboreum L. (basionyme)